# Weinpreis für Literatur
Der Weinpreis für Literatur wurde 1978 von Heinz Ludwig Arnold, dem Herausgeber der Edition Text + Kritik, in Göttingen gegründet. Der Preis wurde jährlich vergeben, ursprünglich als Persiflage auf zahlreiche neue Literaturpreise. Er war dotiert mit 99 Flaschen Wein.
Träger waren 1978 Helmut Heißenbüttel, 1979 Guntram Vesper, 1980 Günter Graß, 1981 Friedrich Dürrenmatt, 1982 Albrecht Schöne, 1983 Beat Sterchi, 1984 Zsuzsanna Gahse, 1986 Sarah Kirsch, 1987 Christa Wolf. Seitdem ruht der Preis.